# هورشت فرانکه

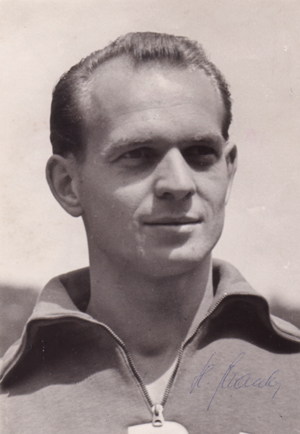
هورشت فرانکه

هورشت فرانکه (به آلمانی: Horst Franke) بازیکن فوتبال و مهاجم اهل آلمان شرقی بود که از سال ۱۹۵۳ میلادی عضو تیم ملی فوتبال آلمان شرقی بوده‌است. وی در ۲ بازی ملی حضور داشته و در بازی‌های ملی‌اش گلی به ثمر نرساند. هورشت فرانکه آخرین بازی ملی خود را در سال ۱۹۵۴ میلادی انجام داد.